# Pierre de Fenoÿl
Pierre de Gayardon de Fenoyl, né le 14 juillet 1945 à Caluire-et-Cuire (Rhône) et mort le 4 septembre 1987 d'une crise cardiaque à Gaillac (Tarn), est un photographe français. Il a été l’un des principaux acteurs du monde de la photographie en France de la fin des années 1960 jusqu’à sa mort dans les années 1980.

## Biographie
Une fascination précoce pour la photographie le conduisit à travailler très jeune en tant qu’archiviste, d’abord pour l’Agence Dalmas (1961), puis pour Holmes-Lebel (1962), avant d’être nommé à 20 ans archiviste d’Henri Cartier-Bresson, puis de prendre la direction des archives de Magnum (1966). À partir de 1968, il travaille en tant qu’iconographe pour les Éditions Rencontre, où il rencontre Charles-Henri Favrod. Ils ouvrent ensemble en 1970 la première galerie de photographie à Paris, la galerie Rencontre, rue du Cherche-midi, dont il devient le commissaire d’exposition. Il y présente notamment Brassaï, Tony Ray-Jones, Martine Franck, Guy Le Querrec, Édouard Boubat, Tom Drahos, Rene Burri … 
Il s’occupe également de faire reconnaître l’œuvre de Jacques-Henri Lartigue et participe à la création de la première Agence VU, qui deviendra Viva après son départ. Correspondant pour Photo Magazine à New York en 1971-1972, il fait à son retour une brève expérience de l’univers de la publicité en travaillant comme acheteur d'art pour Publicis. 
Remarqué pour ses différentes activités, il est appelé à 30 ans par Michel Guy, secrétaire d'État à la Culture, pour devenir le premier directeur de la Fondation nationale de la photographie, créée à Paris. C'est dans ce cadre qu'il organise de nombreuses expositions parmi lesquelles «  Leslie Krims (en) - Duane Michals - Burk Uzzle », « Robert Frank » et « Lee Friedlander », « Le photojournalisme » au palais Galliera, « Henri Cartier-Bresson » à Lyon et à Marseille, « Les nus d'André Kertész » au Centre Georges-Pompidou, « Diane Arbus » au Musée national d'art moderne... Pierre de Fenoÿl quitte la Fondation quand cette dernière est déplacée à Lyon, puis devient en 1978 chargé de mission pour la photographie au Centre Pompidou, où il se consacre surtout à faire connaître la photographie comme expression à part entière. Il publie également des anthologies : en 1979, parait le premier « Album photographique » du Centre Pompidou, collection qui n’a pas survécu, et en 1982, Chefs-d’œuvre des photographes anonymes au XIXe siècle, chez Hachette.
À partir des années 1980, il décide de se consacrer pleinement à une pratique photographique personnelle et part en Égypte sur les traces de Flaubert et Maxime Du Camp.

« Photographe débutant, il m’a paru nécessaire de faire mon pèlerinage égyptien (hommage à la première civilisation de l’image). »

Ce travail égyptien fait l’objet d’une exposition au Centre Pompidou en 1984. C’est ensuite aux paysages du Sud-Ouest de la France qu’il s’intéresse dans le cadre de sa participation à la Mission photographique de la DATAR. Installé dans le Tarn avec sa famille, il y mène une exploration quotidienne du paysage dans la continuité de sa recherche personnelle sur l’essence de la photographie et son rapport au temps et à la mémoire.

« Dans ce voyage initiatique plus qu’esthétique, l’important est de regarder le temps passer, non pas de passer son temps à regarder. »

« Dans cette quête à travers le réel, ma mémoire est mon style. La mémoire est une image, la mémoire est l’image du temps. »

Pour Pierre de Fenoÿl, la photographie est un art de réception, une approche qu’il explique notamment dans le catalogue de son exposition à la Bibliothèque nationale de France en 1986 « La chronophotographie ou L'art du temps ». 

« Ce n'est pas un vol, la photographie, c'est un don. On ne prend pas, on reçoit. Je ne suis pas un artiste au sens plasticien du terme. Être photographe, c'est matérialiser une intuition poétique de la réalité. C'est recevoir, apporter, un au-delà que l'on ne soupçonne que par la poésie. »

Pierre de Fenoÿl fonde en 1986 la Multiplication photographique, une association ayant pour but d’encourager des photographes contemporains à éditer des portfolios en phototypie, afin de permettre un plus large rayonnement de leurs travaux.
À sa mort soudaine en 1987, il laisse une partie de ses projets inachevés, mais une œuvre qui prit tout de suite sa place dans le paysage de la création contemporaine. Une partie de ses tirages sont conservés dans les collections de la Maison européenne de la photographie, de la Bibliothèque nationale de France et du Centre Pompidou. Le « fonds Pierre de Fenoÿl » a été créé pour assurer la conservation et la valorisation du reste de ses archives, et la reconnaissance de son action et de son œuvre en France et à l’international.

## Expositions

### Expositions personnelles
- 9 mai - 14 juillet 1984 : Pierre de Fenoÿl, Musée national d'Art moderne, Centre Georges-Pompidou, Paris.
- 20 avril - 17 juin 1985 : L'Égypte : photographies de Pierre de Fenoyl, Musée municipal, Fécamp.
- mars - avril 1986 : La chronophotographie ou l'art du temps : Pierre de Fenoÿl, Bibliothèque nationale, Paris[5].
- automne 1988 : Pierre de Fenoÿl, Espace Photo de Paris[6].
- avril 1991 : Pierre de Fenoÿl, Galerie municipale du Château d'eau, Toulouse.
- 1992 : Pierre de Fenoÿl. Cinq ans après, Musée de l'Élysée, Lausanne[7].
- 20 juin - 31 octobre 2015 : Pierre de Fenoÿl, une géographie imaginaire, Château de Tours, exposition organisée par le Jeu de Paume[8],[9],[10].

### Expositions collectives
- 2017 : Paysages français : une aventure photographique (1984 - 2017), rassemblant près de mille images de 167 photographes, parmi lesquels Raymond Depardon, Josef Koudelka, Lewis Baltz, Elina Brotherus, Robert Doisneau, Thierry Girard, Harry Gruyaert, Sophie Ristelhueber, Gabriele Basilico, Bernard Plossu, etc ... , Paris, Bibliothèque nationale de France

## Récompenses et distinctions

### Décorations
- Chevalier des Arts et des Lettres, en 1985